# FIA WTCC katari nagydíj
A FIA WTCC katari nagydíjat a Losail International Circuit-en tartják Loszaílban, Katarban. A verseny a 2015-ös túraautó-világbajnokság utolsó futamaként debütált.

## Futamgyőztesek
| Év   | V. | Versenyző         | Gyártó  | Helyszín | Összefoglaló |
| ---- | -- | ----------------- | ------- | -------- | ------------ |
| 2016 | 1  | Gabriele Tarquini | Lada    | Loszaíl  | Összefoglaló |
| 2016 | 2  | Mehdi Bennani     | Citroën | Loszaíl  | Összefoglaló |
| 2015 | 1  | José María López  | Citroën | Loszaíl  | Összefoglaló |
| 2015 | 2  | Yvan Muller       | Citroën | Loszaíl  | Összefoglaló |